# Ardipithecus
Ardipithecus är ett släkte av allra tidigaste förmänniskorna, som befinner sig mycket nära schimpansen morfologiskt. Hittills är två arter kända. De delar dock en del drag i tänder och upprätt gång (Ardipithecus ramidus) med de senare Australopithecus. Man utgår från att Ardipithecus var skogslevande varelser, och mycket i deras skelettstruktur tyder på detta. Ardipithecus kadabba existerade för 5,8-5,2 miljoner år sedan och Ardipithecus ramidus för 5,4-4,2 miljoner år sedan.  Ardipithecus ramidus är den bäst kända av de två arterna, särskilt med de omfattande nya fynd som publicerades i oktober 2009.
Existensen av upprätt gång hos en varelse som Ardipithecus ramidus innebar en rad nya intressanta problem för forskarna. Bland annat fick den ett flertal forskare att ifrågasätta den hittills gängse tanken på att den bipedala gången utvecklades på grund av att människan flyttade ut på savannen. Ardipithecus ramidus tyder nämligen på att denna utveckling skedde tidigare,  i skogen. En av de förklaringar man har föreslagit är att bipedal gång skulle kunna vara effektiv även i träden. Diskussionen är dock långt ifrån över.  Kroppsligt sett är Ardipithecus inte så lik schimpansen som man hade kunnat vänta sig, utan byggd för ett annat sätt att röra sig. Bäckenet är en mellanform mellan en fyrfota apas och en människas.